# Titan Airways
Titan Airways Ltd, действующая как Titan Airways, — чартерная авиакомпания Великобритании со штаб-квартирой в лондонском аэропорту Станстед, работающая главным образом в сфере корпоративных и бизнес-перевозок, предоставляющая свои самолёты в операционный лизинг, а также выполняющая грузовые перевозки по контракту с Royal Mail.
Авиакомпания имеет сертификат эксплуатанта A Управления гражданской авиации Великобритании, дающий право на перевозку грузов, почты и пассажиров на воздушных судах вместимостью в 20 и более кресел.
Портом приписки авиакомпании и её главным транзитным узлом (хабом) является аэропорт Лондон Станстед.

## История

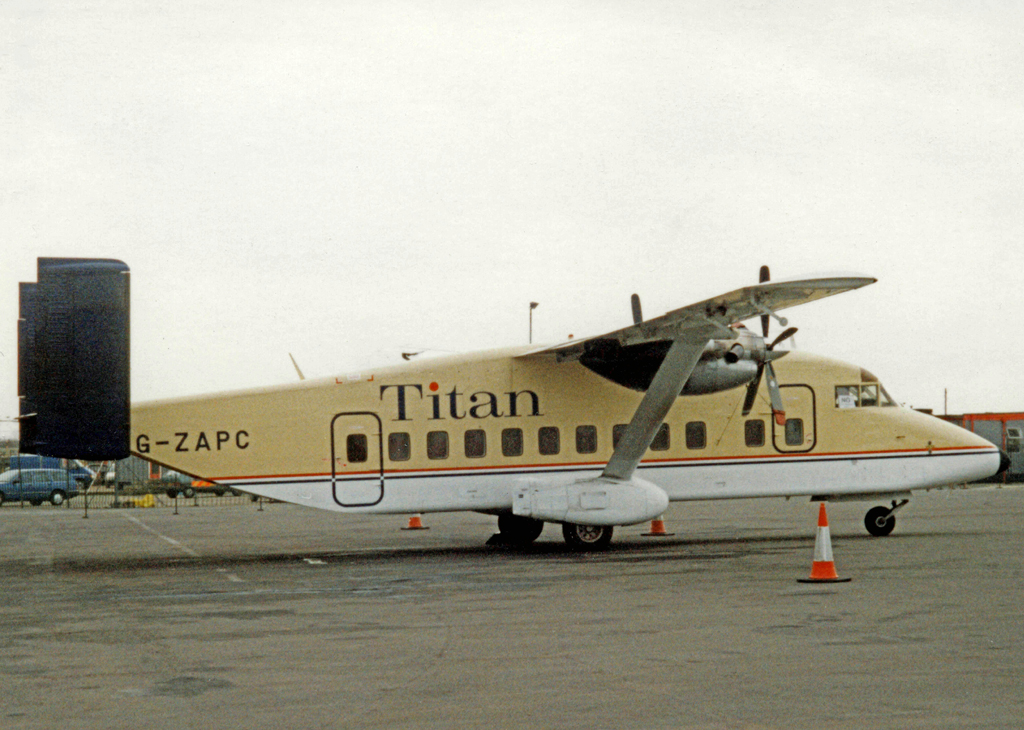
Short 330 авиакомпании Titan Airways в международном аэропорту Норвич, март 1994 года

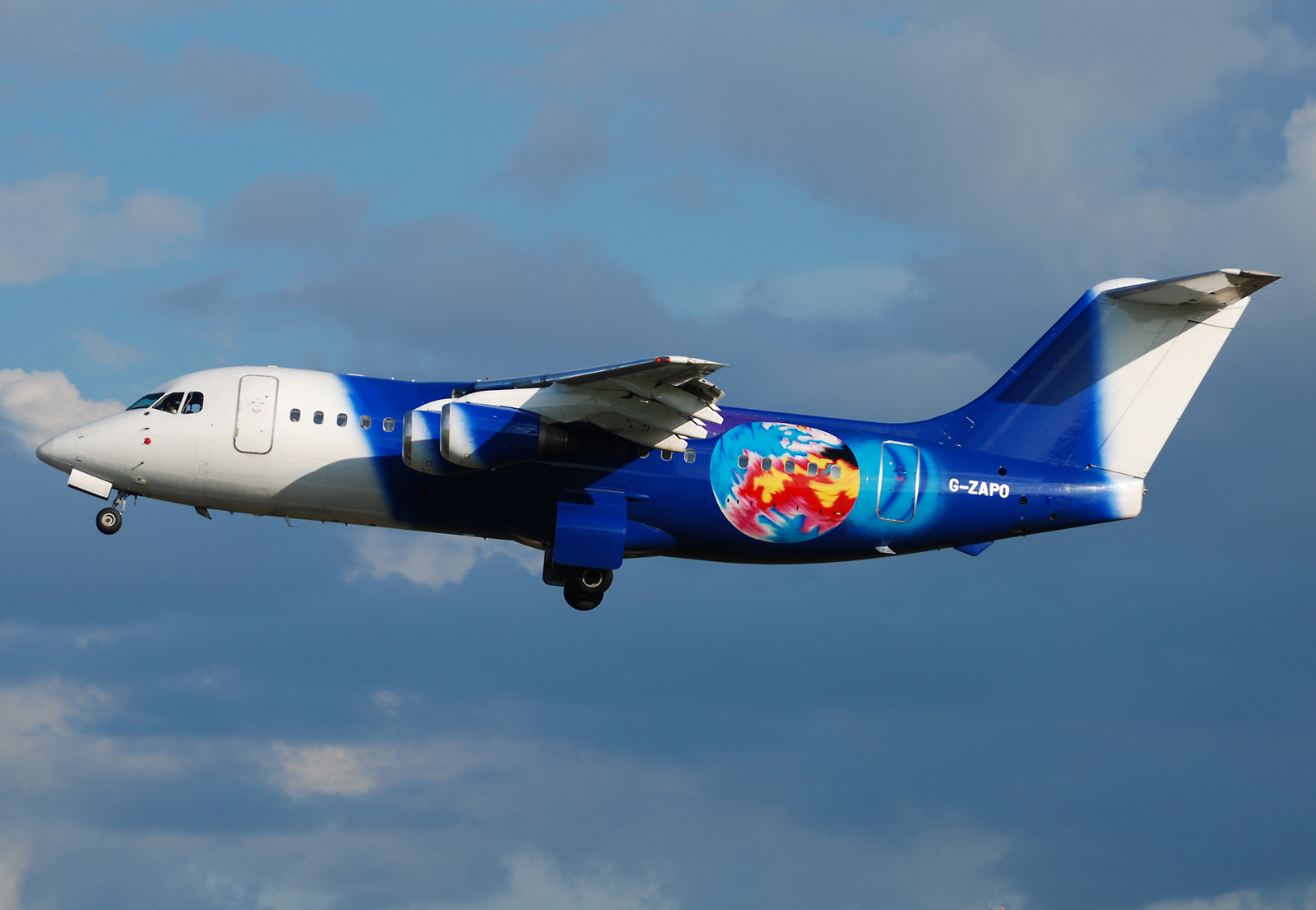
BAe 146 авиакомпании Titan Airways в прежней ливрее в аэропорту Эдинбурга

Авиакомпания Titan Airways была основана в 1988 году. В настоящее время полностью принадлежит одному из её основателей Джину Уилсону, который в конце 2012 года полностью выкупил остальную долю собственности у британской инвестиционной компании 3i.
Первоначально флот перевозчика состоял из одного турбовинтового самолёта Short 330 с пассажирским салоном на 33 места.
Основными клиентами Titan Airways являются инвестиционные группы, производители воздушных судов, крупные автопроизводители, футбольные клубы, туристические компании, операторы круизных линий и корпорации, работающие в области индустрии развлечений.
Авиакомпания получила несколько известных премий, включая Королевскую премию лучшим коммерческим предприятиям страны в 2001 году. С 2000 года Titan Airways четырежды входит в список ста лучших коммерческих предприятий рейтинга газеты Sunday Times.
Все воздушные суда авиакомпании имеют регистрацию Великобритании, а также сертифицированы Управлением гражданской авиации страны (CAA) и Европейским агентством авиационной безопасности (EASA)..

## Маршрутная сеть

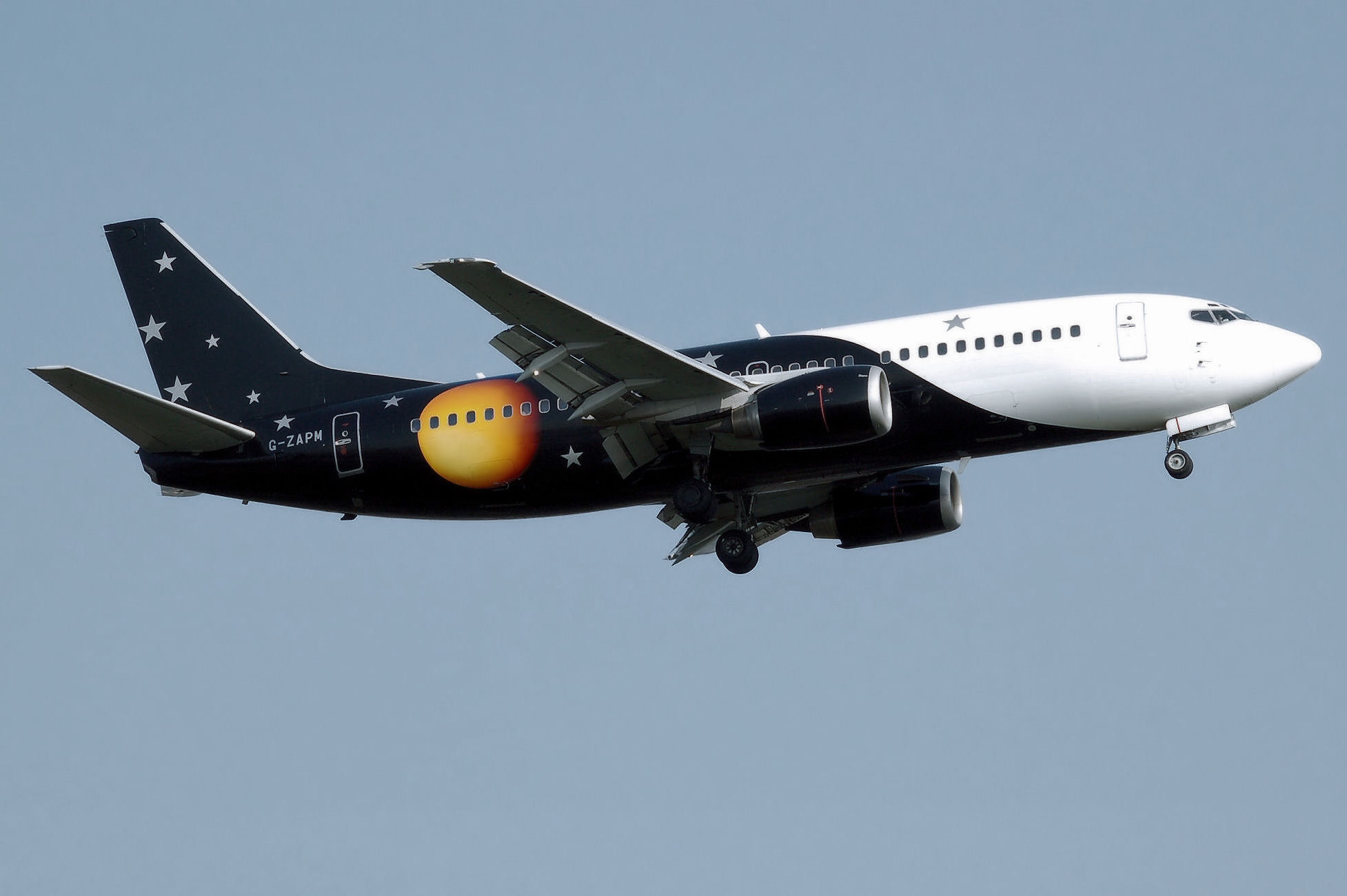
Boeing 737-300 авиакомпании Titan Airways

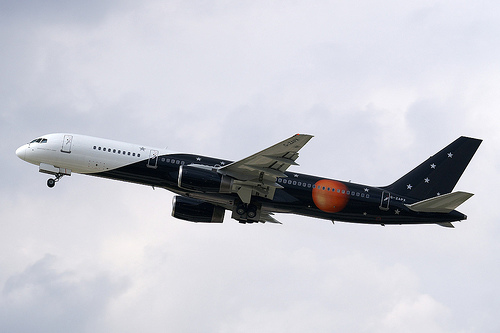
Boeing 757-200 авиакомпании Titan Airways

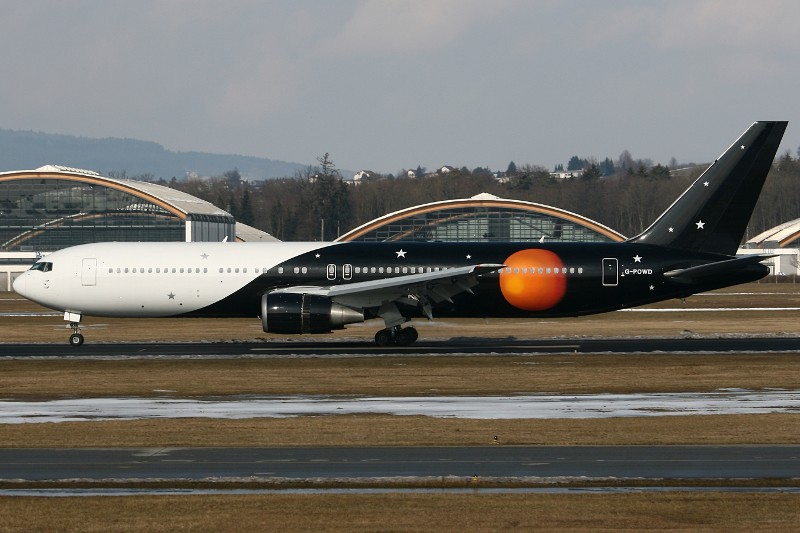
Boeing 767-300 авиакомпании Titan Airways

Помимо работы по договорам на перевозку VIP-персон, авиакомпания выполняет сезонные чартерные программы для туристических операторов Великобритании. Во время летнего сезона Titan Airways открывает маршруты в Даламан (Турция), Турб/Лурд/Перенеи (Франция), Фигари и Кальви (Корсика). В зимний сезон открывается направление Шамбери (Альпы).

## Флот
В январе 2014 года воздушный флот авиакомпании Titan Airways составляли следующие самолёты:

## Авиационные происшествия
Согласно данным с сайта Aviation Safety Network на самолётах Titan Airways погибло 2 человека.
| Дата       | Воздушное судно               | Бортовойномер | Место                                      | Жертвы | Описание                                                                     |
| ---------- | ----------------------------- | ------------- | ------------------------------------------ | ------ | ---------------------------------------------------------------------------- |
| 13.01.1993 | Embraer EMB 110P1 Bandeirante | G-ZAPE        | Около Селлафилда                           | 2/2    | Врезался в землю в плохую погоду по неизвестным причинам.                    |
| 03.01.1997 | Short 330                     | G-ZAPC        | Ливерпульский аэропорт имени Джона Леннона | 0/3    | Совершил жесткую посадку в аэропорту.                                        |
| 14.04.2012 | Boeing 737                    | G-ZAPZ        | Аэропорт Шамбери Савоя Мон Блан            | 0/136  | Повредил хвост во время взлета. Благополучно приземлился в аэропорту Гатвик. |